# Pareutypella nematoceras
Pareutypella nematoceras är en svampart som beskrevs av Y.M. Ju & J.D. Rogers 1996. Pareutypella nematoceras ingår i släktet Pareutypella, ordningen kolkärnsvampar, klassen Sordariomycetes, divisionen sporsäcksvampar och riket svampar.   Inga underarter finns listade i Catalogue of Life.